# Jerzy Pawłowski (zoolog)

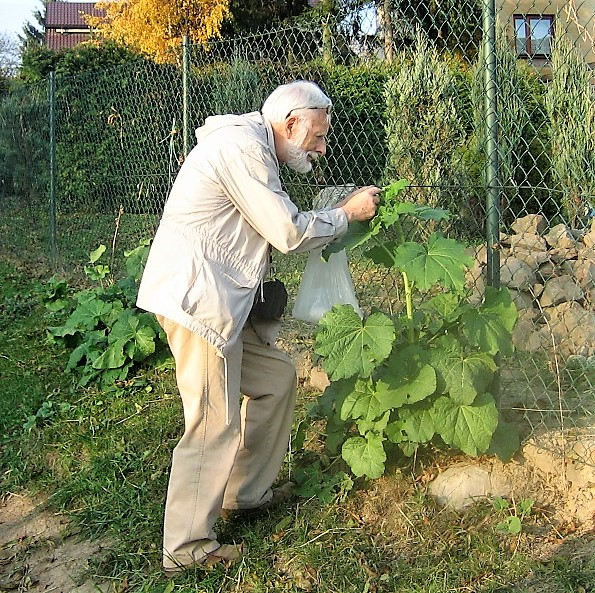
Jerzy Pawłowski przy pracy (w poszukiwaniu skoczogonków na malwach), 2011

Jerzy Stefan Pawłowski (ur. 8 kwietnia 1932 w Krakowie, zm. 9 lipca 2018 tamże) – polski zoolog, entomolog, prof. dr hab. Uniwersytetu Jagiellońskiego, profesor zwyczajny Polskiej Akademii Nauk.

## Życiorys
Jerzy Pawłowski ukończył studia stopnia pierwszego na Uniwersytecie Jagiellońskim w 1954 roku i Szkołę Główną Gospodarstwa Wiejskiego w Warszawie (magisterium i studia doktoranckie) w 1955 roku. Doktorat (w dziedzinie nauk leśnych) obronił w 1960 roku, habilitację na UJ – w 1968 roku, a tytuł profesora uzyskał w PAN w 1978 roku.
W latach 1954–1958 pracował w Warszawie. W 1958 roku został kustoszem Muzeum Babiogórskiego Parku Narodowego (obecnie Ośrodek Edukacyjny Babiogórskiego Parku Narodowego) w Zawoi, gdzie pracował do 1964 roku. Następnie był kierownikiem Stacji Biologicznej Zakładu Zoologii Systematycznej i Doświadczalnej PAN w Ojcowie (w latach 1964–1972), po czym został zastępcą kierownika Zakładu (1972) i kierownikiem (1978–1981).

## Działalność naukowa
Wyjeżdżał na liczne staże naukowe i wyprawy badawcze do krajów Palearktyki, m.in. w Karpaty (polskie, ukraińskie, rumuńskie) – 1958–2010; masywy bałkańskie (bułgarskie, jugosłowiańskie, greckie) – 1965–2010; Alpy (austriackie, szwajcarskie) – 1975, 1978; góry Korsyki – 2008; Półwysep Iberyjski – 1976, 1978; Wyspy Kanaryjskie – 1978; Bliski Wschód (Kaukaz, Anatolia, Syria, Irak) – 1975–1977; Azja Środkowa i południowa (Ałtaj, Pamir, Himalaje) – 1972–1981; Daleki Wschód (Bajkał, Ussuri, Korea) – 1971–1991.
Jerzy Pawłowski zajmował się entomologią, ekologią zwierząt, zoogeografią, ewolucją fauny i historią zoologii; entomologią szczególnie w zakresie taksonomii, systematyki, faunistyki i zoogeografii biegaczowatych (Carabidae) Palearktyki i paleoekologii chrząszczy (Coleoptera) Europy Środkowej.
W latach 1952–2010 opublikował ponad 230 prac naukowych, był promotorem 5 prac doktorskich, recenzentem 13 prac doktorskich i 11 rozpraw habilitacyjnych oraz 11 wniosków o profesury. Kierował praktykami terenowymi studentów biologii kilku uniwersytetów (1964–1971) oraz prowadził wykłady, np. z zoogeografii regionalnej i historii zoologii na międzynarodowym studium doktoranckim placówek PAN w Krakowie – w semestrze wiosennym 2008 roku.
Spis publikacji Jerzego Pawłowskiego.
Został pochowany na Cmentarzu Salwatorskim (sektor SC1-3-20).

### Osiągnięcia naukowe
W zakresie Carabidae opisał 50 nowych taksonów szczebla gatunkowego i podgatunkowego (z Karpat, Półwyspu Bałkańskiego, Bliskiego Wschodu, Dalekiego Wschodu, Etiopii i Wysp Kanaryjskich), wyznaczył 4 nowe taksony szczebla rodzajowego i podrodzajowego.

### Działalność edytorska
Pracował w redakcjach: Acta zoologica cracoviensia (od 1975 roku); Monografie Fauny Polski (sekretarz redakcji w latach 1973–1981); Polskie Pisma Entomologiczne (redaktor naczelny w latach 1992–1995); Elytron, Barcelona (członek Advisory Board od 1988); Prac Babiogórskich (VI–VIII; 1984–1987); Monogr. Bieszcz. (VII, VIII, X; 1999–2001); Zeszyty Historyczne AZS (od 1997). Ponadto opracował liczne recenzje edytorskie dla różnych czasopism i wydawnictw.
Jego wspomnienie o Marku Eminowiczu znalazło się w wydanej w 2009 roku książce Lubię swoje wady. Marek Eminowicz w opowieściach na siedemdziesięciopięciolecie.

## Członkostwo w organizacjach
- członek Polskiego Towarzystwa Entomologicznego (od 1953 roku): sekretarz oddziału warszawskiego (1954–1958), członek Komisji Rewizyjnej (1971–1976), wiceprezes (1984–1986), od 1990 – członek Zarządu Głównego, do śmierci – Członek Honorowy
- członek Polskiego Towarzystwa Taksonomicznego (od powstania do 2001 roku)
- członek Śląskiego Towarzystwa Entomologicznego (do śmierci)
- członek European Asociación de Coleopterologia (do śmierci)
- członek Tovarystvo Zoołohiv Zachidnoji Ukrajiny (do śmierci)[1]
- członek Komisji Historii Nauki Polskiej Akademii Umiejętności
- członek Komisji Paleogeografii Czwartorzędu PAU
- członek Komitetu Historii Nauki i Techniki PAN

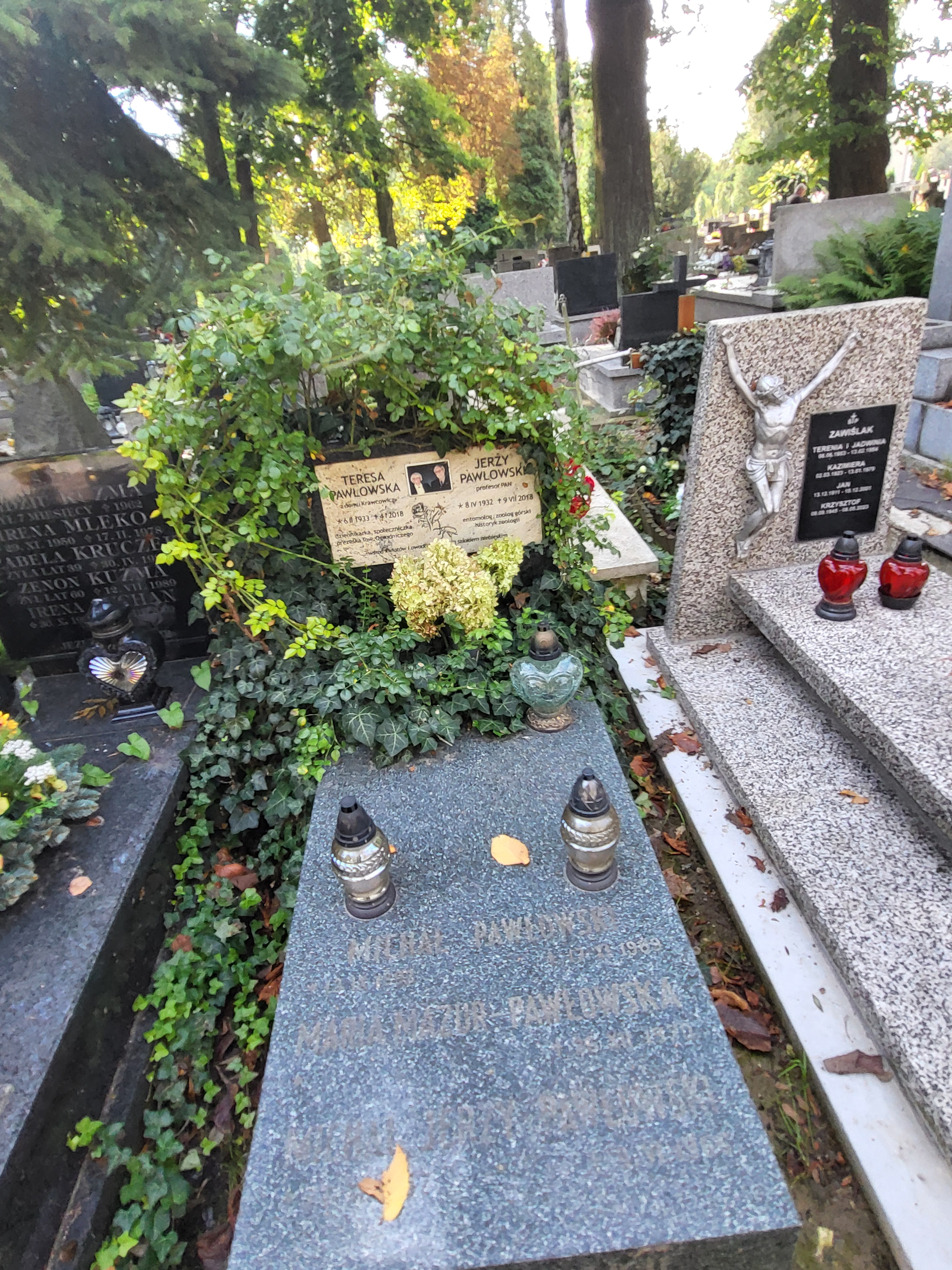
Jerzy Pawłowski i Teresa Pawłowska, grób na Cmentarzu Salwatorskim.

- Członek Honorowy AZS Kraków.

## Odznaczenia i nagrody
- Złoty Krzyż Zasługi
- Brązowy Medal „Za zasługi dla obronności kraju”
- Medal Komisji Edukacji Narodowej
- Medal za Długoletnie Pożycie Małżeńskie (2012)
- Nagroda Wydziału Nauk Biologicznych PAN (1976).

## Życie prywatne
Jerzy Pawłowski ożenił się z Teresą Krawcowicz (1933–2018) i miał z nią troje dzieci: Michała (1957–1966), Joannę Kongstad (ur. 1958) i Barbarę Dziadowiec (ur. 1964). Ostatnie kilkadziesiąt lat życia mieszkał w Krakowie.